# Godkowo (gemeente)
De gemeente Godkowo is een landgemeente in het Poolse woiwodschap Ermland-Mazurië, in powiat Elbląski.
De zetel van de gemeente is in Godkowo.
Op 30 juni 2004 telde de gemeente 3338 inwoners.

## Oppervlaktegegevens
In 2002 bedroeg de totale oppervlakte van gemeente Godkowo 166,74 km², waarvan:
- agrarisch gebied: 71%
- bossen: 20%

De gemeente beslaat 11,66% van de totale oppervlakte van de powiat.

## Demografie
Stand op 30 juni 2004:
| Omschrijving                   | Totaal | Totaal | Vrouwen | Vrouwen | Mannen | Mannen |
| ------------------------------ | ------ | ------ | ------- | ------- | ------ | ------ |
| eenheid                        | aantal | %      | aantal  | %       | aantal | %      |
| inwoners                       | 3338   | 100    | 1664    | 49,9    | 1674   | 50,1   |
| bevolkingsdichtheid (inw./km²) | 20     | 20     | 10      | 10      | 10     | 10     |

In 2002 bedroeg het gemiddelde inkomen per inwoner 1336,87 zł.

## Administratieve plaatsen (sołectwo)
Bielica, Burdajny, Dąbkowo, Dobry, Godkowo, Grądki, Kępno, Krykajny, Kwitajny Wielkie, Lesiska, Miłosna, Olkowo, Osiek, Piskajny, Plajny, Podągi, Skowrony, Stary Cieszyn, Stojpy, Swędkowo, Szymbory, Ząbrowiec.

## Overige plaatsen
Cieszyniec, Grużajny, Gwiździny, Klekotki, Łępno, Nawty, Nowe Wikrowo, Siedlisko, Zimnochy.

## Aangrenzende gemeenten
Miłakowo, Morąg, Orneta, Pasłęk, Wilczęta